# ポルシェ・993
ポルシェ・993は、ドイツの自動車メーカーであるポルシェが開発したスポーツカー「911」のうち、1993年から1998年にかけて製造・販売されていた4代目モデルを指すコードネームである。

## 解説
通算4代目となる993型911は、キャビン周りに先代964型のシルエットを残しながら、太腿とも呼ばれたフロントフェンダーの頂点を低くしてヘッドライトを後傾させる一方、ボンネット前端の高さを40mm上げ、さらにテールエンドもテールランプの位置を上方に移動したデザインに変更することで外観の印象を一新した。1989年にハーム・ラガーイのデザインで発表されたコンセプトカー「パナメリカーナ」とデザインテーマ上の共通点が多く見られる。
リアフェンダーは964型よりさらに拡幅され（964までのNAモデルは日本の5ナンバー枠に収まる）、従来のセミトレーリングアーム式サスペンションの欠点を改良するためにリアに採用されたマルチリンク式サスペンションを搭載するスペースを確保するとともに、マフラー容量の増大と左右独立等長のエキゾーストを実現し、排気系の改善に寄与している。
エンジンは964型と同様、内径φ100mm×行程76.4mmのままだが、出力は272馬力/6,100rpm、33.6kgm/5,000rpmに強化された。給排気バルブの駆動機構に油圧式のラッシュアジャスターを採用し、964型までのエンジンが定期的に必要としていたタペット調整（バルブとロッカーアーム間のクリアランス調整）を不要とした。
トランスミッションはMTが964型の5速から6速へ多段化。ATは964型のトルクコンバーター式4速を継続使用するが、1995年に登場した「ティプトロニックS」では、シフトレバーに加えてステアリング上のスイッチによる変速操作が可能になった。また、ATは2輪駆動モデルでのみ選択することができた。
1996年、エンジンに可変吸気機構「バリオラム」を採用。バルブ径の拡大、バルブタイミングの変更も同時に実施され、最高出力は3.6 Lで13馬力向上した285馬力、3.8 Lで15馬力向上した300馬力となった。ヘッドランプにボッシュのHIDランプシステム「リトロニック」をオプション設定。
1997年、キーホール照明をメーターパネル下部に追加。ドア内貼りの意匠を変更。また、自然吸気6速MTモデルのトランスミッションが前年までのG50/21型に代わり、従来から騒音規制の厳しかったアメリカ、カナダ、オーストリア、およびスイス向けのG50/20型を世界共通仕様とした。
G50/20型は2速から6速までをハイギヤード化して、騒音測定時の速度域でのエンジン回転数を下げることによって騒音規制をクリアしたため加速性能は低下した。各ギヤ比の変更（G50/21型→G50/20型）は以下の通り。1速:3.818（共通） 2速:2.150→2.047　3速:1.560→1.407　4速:1.242→1.110　5速:1.027→0.921　6速:0.820→0.775
1998年、生産終了。後継の996型は水冷エンジンとなったため、993型の生産終了をもってポルシェ創業以来およそ半世紀にわたって生産が続いた空冷エンジン車が消滅した。空冷エンジンを搭載した最後のモデルであるため愛好家からの人気も高く、中古車市場でも高価格を保っている。

## グレード
- カレラ（1994年発売） - ベーシックな後輪駆動モデルであり、全グレード中で最軽量。フロントとリアのウィンカーはオレンジ。ブレーキキャリパー、エンジンカバー上のバッジ、シフトレバーのギヤポジション表示プレートはブラック。964型はベースモデルの正式名称が後輪駆動モデルはカレラ2、四輪駆動モデルはカレラ4だが、993型から後輪駆動のベースモデルは数字が省かれたカレラが正式名称になった。一般的には識別を容易にするためにカレラ2／カレラ4、またはC2／C4と呼び分けられることが多い。
- カブリオレ（1994年発売） - ルーフを電動開閉式のキャンバス製ソフトトップとしたオープンカー。四輪駆動バージョンもラインナップされた。
- カレラ4（1995年発売） - ビスカスカップリング方式の四輪駆動システムを搭載した。エンジンはカレラと同仕様の3.6 Lが世界標準仕様だが、日本向けモデルのみ3.8 Lエンジン[注釈 1]を搭載する。このエンジンはRSの3.8 Lエンジン（M64/20）と排気量は同じだが、外観から異なる別バージョンである。フロントのウィンカーがホワイト、リアのウィンカーがレッド、ブレーキキャリパー、エンジンカバー上のバッジ、シフトレバーのギヤポジション表示プレートがシルバーであることが2輪駆動バージョンとの識別点。
- ターボ（1995年発売） - 3.6 LのM64型エンジンの片バンク毎にKKK製k16型タービンとインタークーラーを装着してツインターボ化、最高出力を408馬力、54.0kgmとしたM64/60型エンジンを搭載。量産モデルの911で初めてのターボ+4WD。駆動方式はビスカスカップリングを用いた四輪駆動だが、普段はフロントへのトルク配分は5%とされRRのハンドリングを崩さないように配慮されている。インタークーラーはエンジンルーム一面を覆うまでに拡大され、オイルフィラーキャップを外すことすら困難になった。外観ではノーマルボディよりも60mmワイド化されたリアフェンダーと、レッド一色とされたリアガーニッシュ/ライト周り、フロントのホワイトウィンカー、レッドのブレーキキャリパーなどが特色。ターボの特徴の一つである固定式リアウィングは964型までのトレータイプからボディに沿って後縁がなだらかに下がる形状に変更され、色もボディ同色のため目立たなくなった。また大型化されたインタークーラーに合わせリアウィングのグリルも同様に大型化された。このグリルはプラスチック製のためエンジンからの熱害を受けやすく、経年とともにほとんどの個体のグリルにひずみが生じている。拡幅されたリアフェンダーのスペースを利用し、排気系は左右独立とされたため両エンドマフラーから排気される構造に変更された。標準装備された専用の18インチ5本スポークの通称「ターボホイール」はスポーク部を中空構造とすることで軽量化されている。
- カレラRS（1995年発売） - 専用のM64/20型エンジン（排気量3.8 L）を搭載。このエンジンは軽量な鍛造ピストンの採用、吸気バルブ径の拡大、ロッカーアームの軽量化、オイルクーラーの2連化、制御プログラムの変更等で出力を300馬力に強化。ボディの補強とともにボンネットのアルミ化とガスダンパーの省力、後席の省略、トリムの簡略化、薄型ガラスの採用、遮音材や防錆のためのアンダーコートの最小化、ヘッドライトウォッシャーの省略、専用のマグネシウム合金製のスピードライン製ホイールの装着など、964型RS同様に軽量化のメニューは多岐にわたるが、964型RSほど徹底されておらず、エアコン、パワーステアリングをはじめとする快適装備の一部は標準装備とされた。
- タルガ（1996年発売） - 964型までのタルガが脱着式ルーフであるのに対し、993型タルガのルーフはベバスト (Webasto[注釈 2]) 製電動スライディング・グラストップに変更されスタイルもクーペのようなファストバックとなったが、開放感は964型までのタルガのほうが上である。専用の2ピース17インチホイールを装着。
- カレラ4S（1996年発売） - リヤウィングが省略されていることを除き、ターボと同じ外観となるワイドボディを採用。ブレーキ、その他足回りにもターボ用の部品を流用しているが、標準の18インチホイールはターボ用と異なり中実構造のスポークである。このホイールの外側デザインはターボ用とほぼ同じだが、スポーク内側がターボ用はフラット形状なのに対し、カレラ用の中実タイプはリブ形状となっているため容易に判別できる。エンジンは世界共通仕様である3.6 Lのため、日本仕様ではカレラ4（3.8 L）の方が高出力だった。カレラ4Sとカレラ4は最終モデルである1997年型の日本市場での定価は1240万円で同価格だった。
- ターボS（1996年発売） - 911GT2から流用されたM64/60R型エンジンを搭載。大型化されたk24型ターボ、オイルクーラーの追加、制御プログラムの変更等で出力が430馬力に強化された。トランスミッションはカレラ4用G64/21型を改良した専用。イエローのブレーキキャリパー、フロントの大型スポイラーとリアの2段ウィング、フロントウィンカー横とリアフェンダー上のエアダクト、4連マフラーがターボとの外観上の識別点。345台が限定生産された。
- カレラS（1997年発売） - カレラ4Sと同様にターボと同じルックスとなるワイドボディを採用。往年の356のグリルを彷彿とさせるエンジンフードのボディ同色スプリットルーバーが特徴。カレラ4Sとは異なり足回りにターボ用のパーツは使用されず、トレッドの拡大はホイールスペーサーによって行われた。

### 特別仕様車

#### クラシック・プロジェクト・ゴールド
2018年、ポルシェはファクトリーに1台のみ残っていた993型911ターボSのホワイトボディを使用し、6,500点以上の新品パーツを組み合わせてゴールドカラーの993の新車を生産する「クラシック・プロジェクト・ゴールド」を発表した。
エンジンも新規に組み立てられ、ターボSと同じ450PSのスペックが与えられた。中身は当時のままだがレストアではなく新規生産であるため正規の新車扱いとなり、ほとんどの国で2018年生産の新車に適用される安全、環境、その他の規制に適合しない。そのため乗用車としての登録は不可となり公道は走行できない。993型911の復刻生産はこのプロジェクトの1台のみとされ、同年にアメリカで開催されたサザビーズの「ポルシェ70周年記念オークション」において274万3,500ユーロで落札された。